# وربا (کرایوو)
وربا (به صربی: Vrba) یک منطقهٔ مسکونی در صربستان است که در کرالیفو واقع شده‌است.